# Warga Lívia
Warga Lívia (Budapest, 1913. április 4. – Budapest, 1988. január 12.) magyar opera-énekesnő (szoprán).

## Életpályája
Tanulmányait Budapesten, a Fővárosi Felsőbb Zeneiskolában végezte Jászó Margit tanítványaként. Ezt követően Milánóban tanult, majd a Zeneakadémiára jelentkezett, ahol Székelyhidy Ferenc növendéke volt. 1938-ban mutatkozott be a Városi Színházban a Hoffmann meséi című Offenbach-operában Antónia szerepében. Az Operaház szintén 1938-ban szerződtette. Előbb ösztöndíjas volt, majd 1940-től 1966-ig a társulat magánénekese. Főleg Verdi és Wagner szerepeiben aratott nagy sikereket úgy belföldön mint külföldön.

## Főbb szerepei
- Beethoven: Fidelio - Leonora
- Goldmark: Sába királynője - Szulamit
- Rossini: Tell Vilmos - Matild
- Puccini: Tosca - Tosca
- Verdi: Az álarcosbál - Amelia
- Verdi: A trubadúr - Leonora
- Verdi: Don Carlos - Erzsébet
- Verdi: Otello - Desdemona
- Wagner: A walkür - Sieglinde
- Wagner: Tannhäuser - Erzsébet
- Wagner: Lohengrin - Elza
- Weber: A bűvös vadász - Agatha

## Díjai
- Érdemes művész - 1966